# Viking 1
A Viking 1 era parte do Programa Viking, da NASA e consistia em uma nave espacial essencialmente idêntica à Viking 2, com a finalidade de estudar o planeta Marte. Cada nave era composta por um orbitador e um aterrizador.

## Missão
A bordo de um foguete Titan-Centaur, a nave Viking 1 foi lançada em 20 agosto de 1975 em um cruzeiro de 10 meses a Marte. O orbitador começou a enviar imagens globais de Marte aproximadamente 5 dias antes da inserção em órbita. O orbitador foi introduzido na órbita de Marte em 19 junho 1976 e teve a órbita ajustada para 1 513 x 33 000 km, com período de 24,66 h em 21 junho.
A aterrissagem estava prevista para 4 de julho de 1976, mas as imagens mostraram que o local era muito rochoso para um pouso seguro. A aterrissagem foi atrasada até que um local mais seguro foi encontrado.

### Orbitador
A missão preliminar do orbitador terminou no começo da conjunção solar em 5 de novembro de 1976. A missão estendida começou em 14 dezembro 1976 após a conjunção solar.
As operações incluíram aproximações ao satélite de Marte Phobos em fevereiro de 1977. O periastro foi reduzido a 300 km em 11 março de 1977. Ocasionalmente, ao longo da missão, pequenos ajustes foram feitos na órbita, sendo que o periastro foi elevado para 357 km em 20 de julho de 1979. Em 7 agosto 1980, o orbitador Viking 1 estava com pouco combustível para controlar a atitude e sua órbita foi elevada de 357 x 33 943 km para 320 x 56 000 km para impedir o impacto com Marte e a contaminação possível até o ano 2019.
As operações do orbitador foram terminadas em 17 de agosto de 1980 após 1 485 órbitas.

### Aterrizador

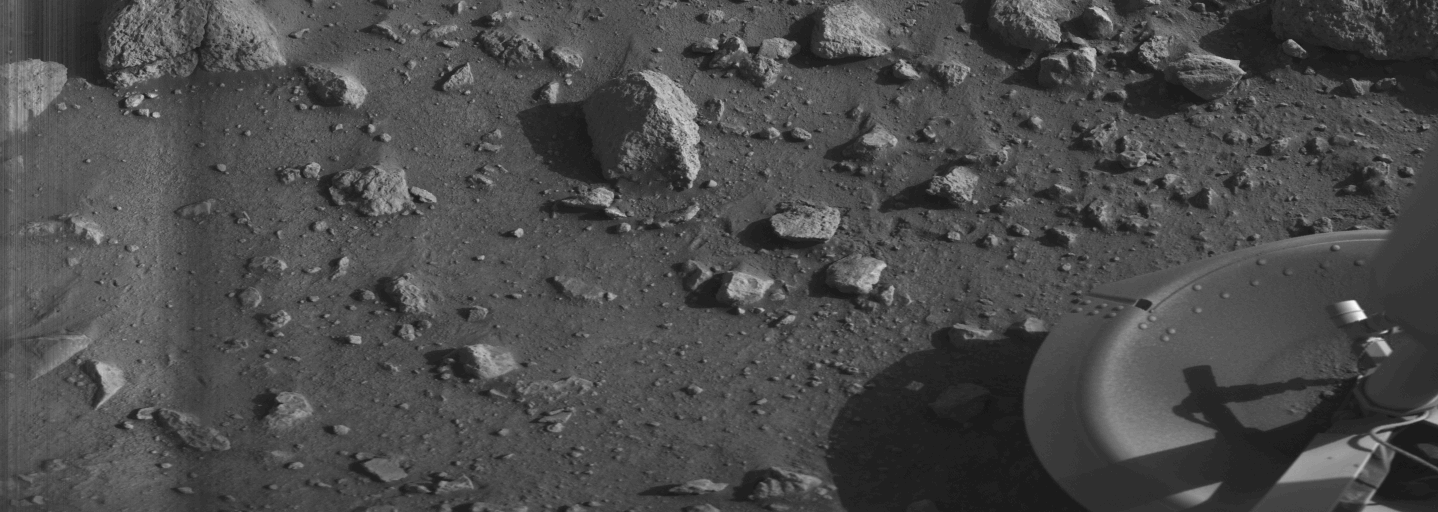
Primeira imagem transmitida da superfície de Marte pelo aterrizador da Viking 1

O aterrizador separou-se do orbitador em 20 julho de 1976 e aterrissou às 11h53min6s UTC em Chryse Planitia, pousando aproximadamente a 28 km do local planejado.
Em janeiro de 1982, o aterrizador Viking 1 foi renomeado Estação Memorial Thomas Mutch, em homenagem a Thomas A. Mutch (1931-1980), líder da equipe de imagem da Viking que faleceu em 6 de outubro de 1980.
O aterrizador operou até 11 de novembro de 1982, quando um comando errado foi enviado da Terra, resultando na perda de comunicações.

### Galeria de imagensdo Viking 1

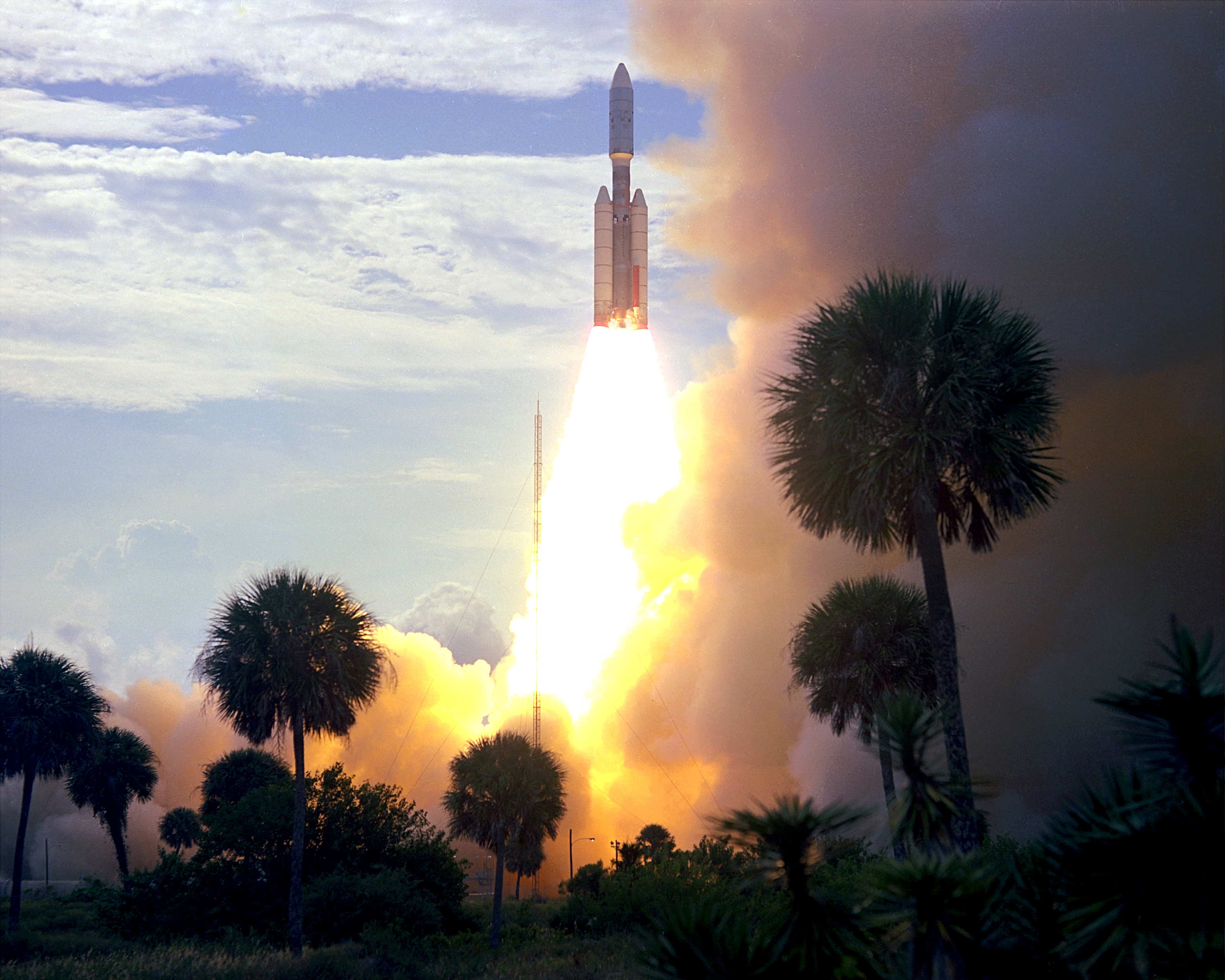
Lançamento da sonda Viking 1 (20 de agosto de 1975)
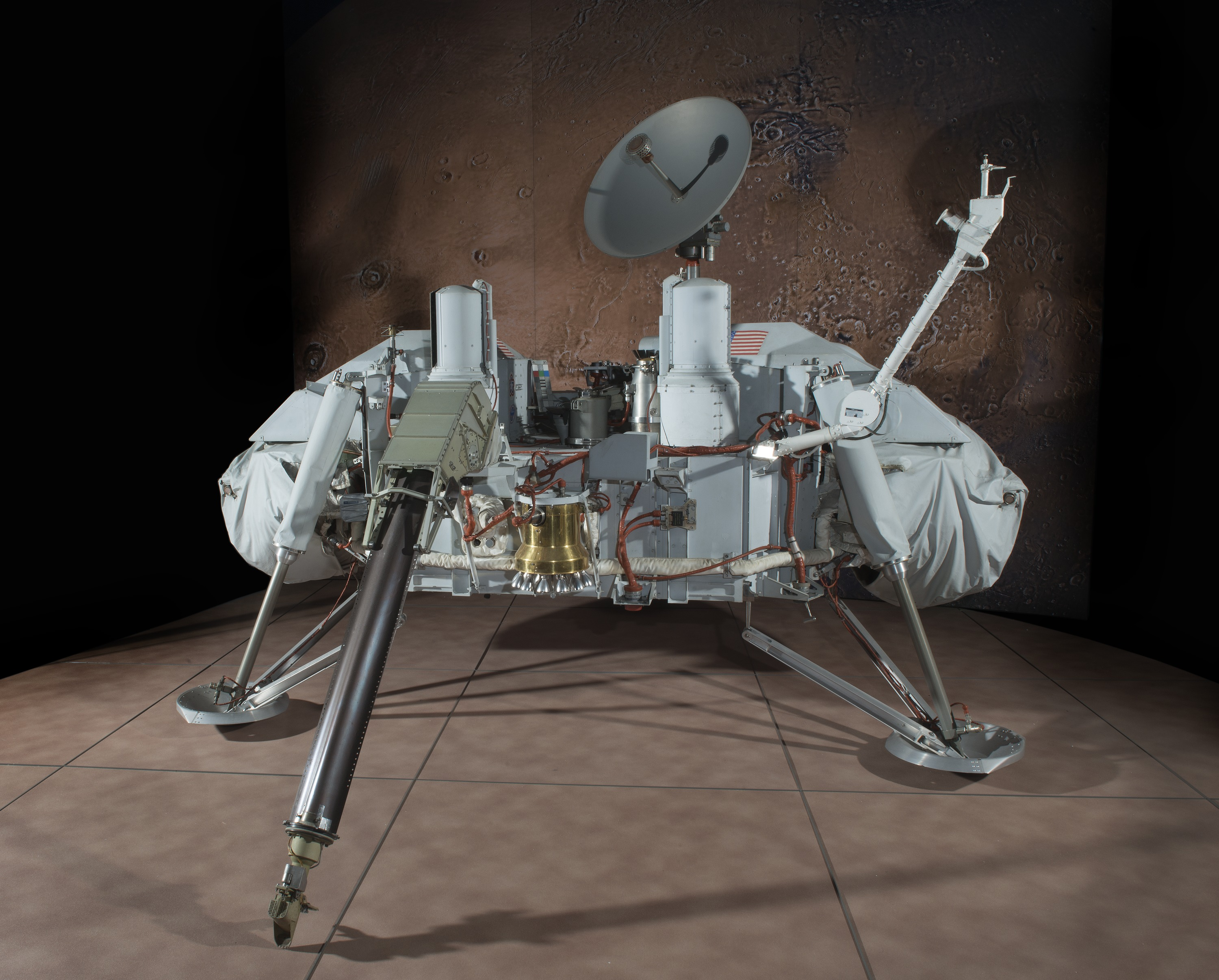
Artigo de teste de prova do Viking Mars Lander
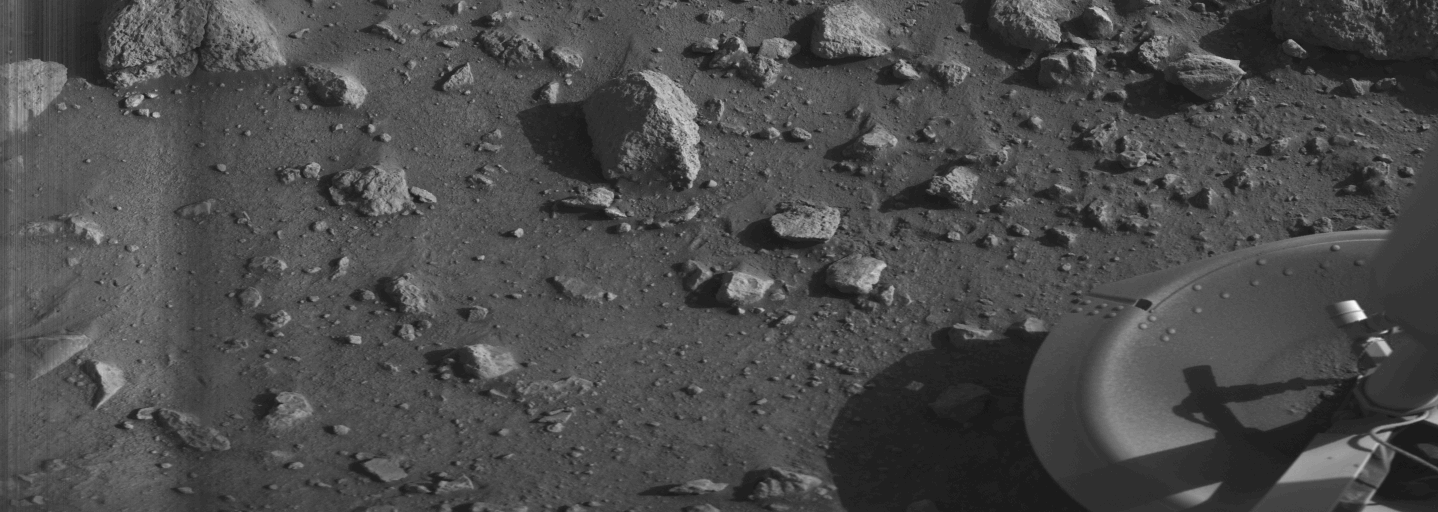
Primeira imagem do lander Viking 1 da superfície de Marte, mostrando a base do lander
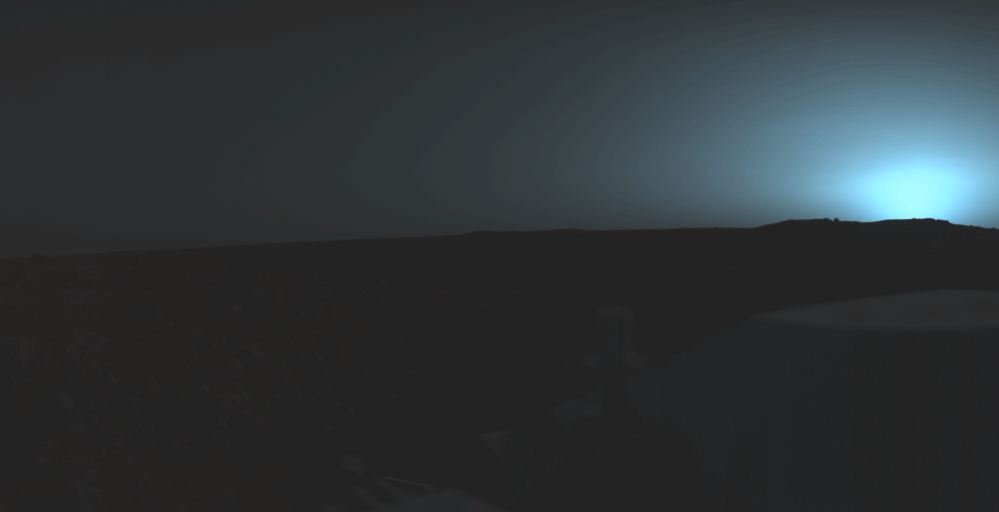
Imagem da sonda Viking 1 de um pôr do sol marciano sobre Chryse Planitia
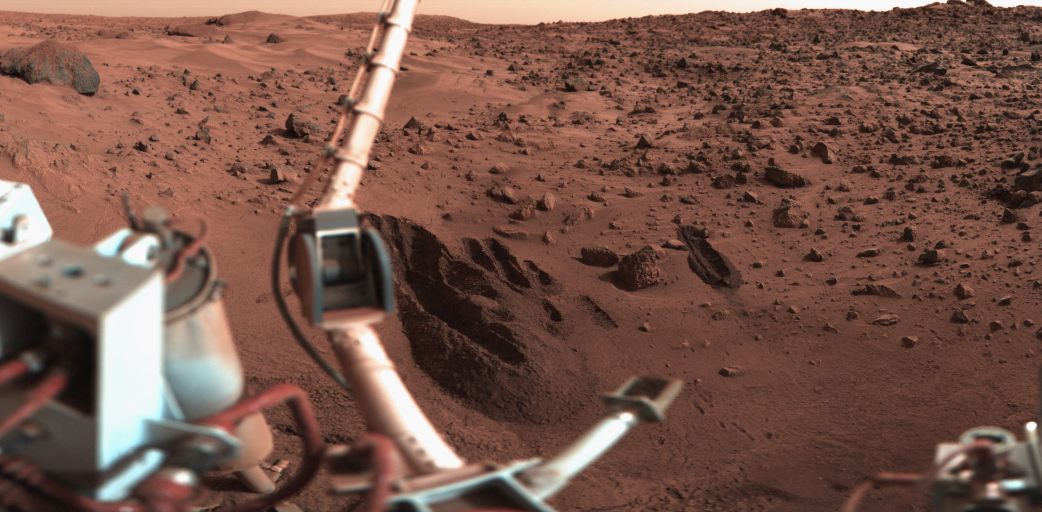
Trincheiras cavadas pelo dispositivo amostrador de solo
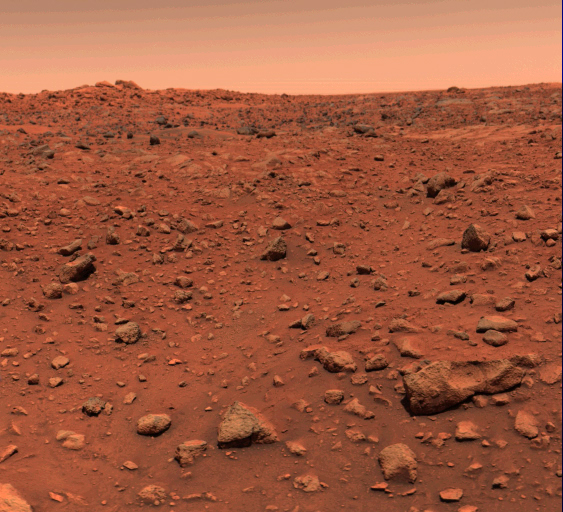
Primeira imagem colorida obtida pelo módulo de pouso Viking 1 (21 de julho de 1976)
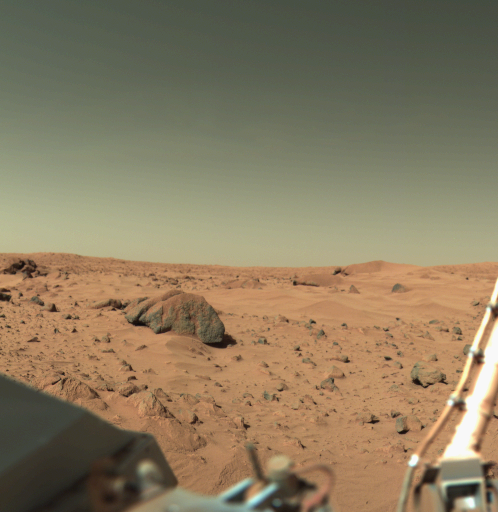
Local de pouso da Viking 1 (11 de fevereiro de 1978)
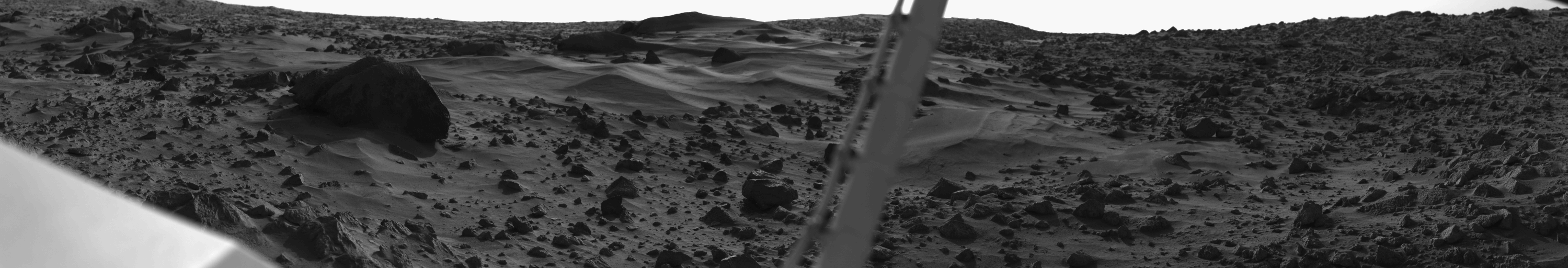
Dunas e grande pedregulho. Polo no centro é um boom de instrumento.
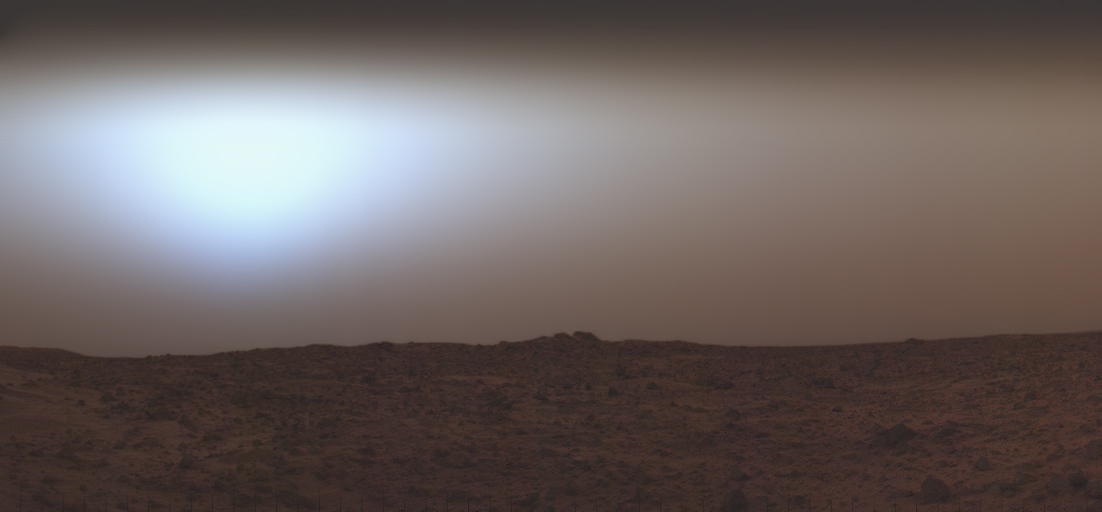
Viking 1 Lander Camera 2 Céu ao nascer do sol (Cor de baixa resolução) Sol 379 07:50

### Fotos do orbitador

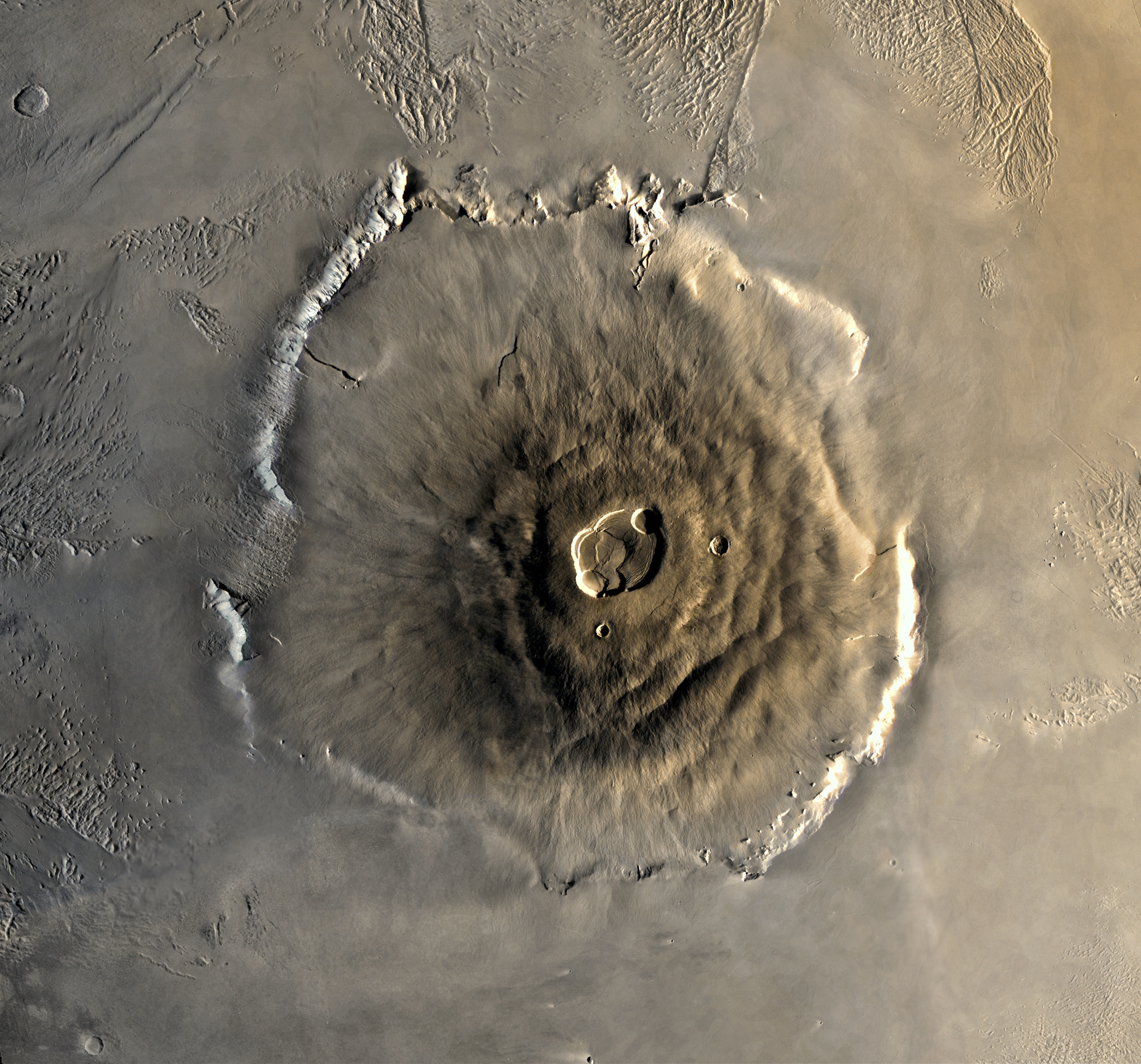
Monte Olimpo
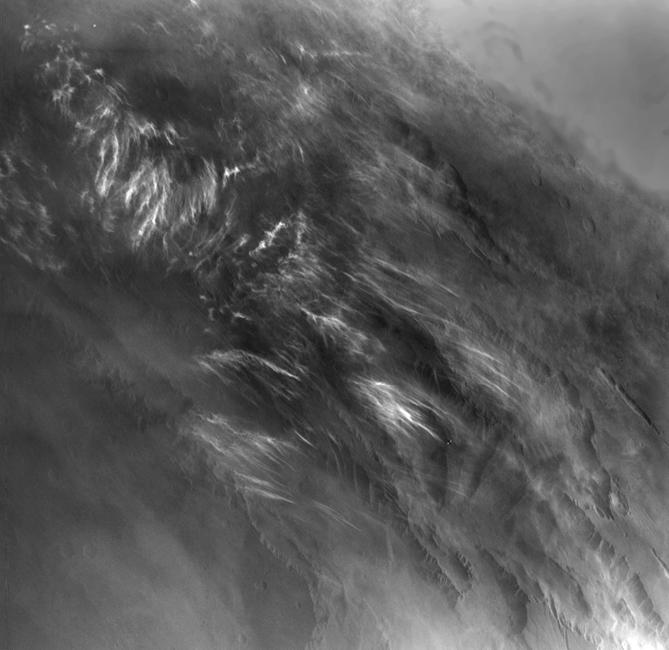
Nuvens matinais em Marte (foto tirada em 1976)
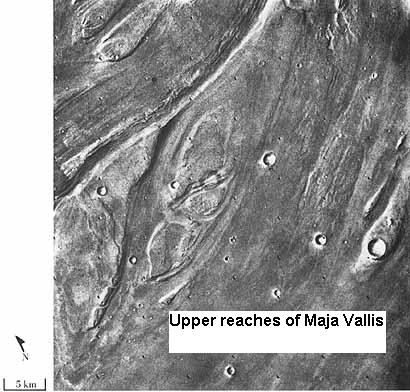
Ilhas simplificadas no quadrângulo de Lunae Palus
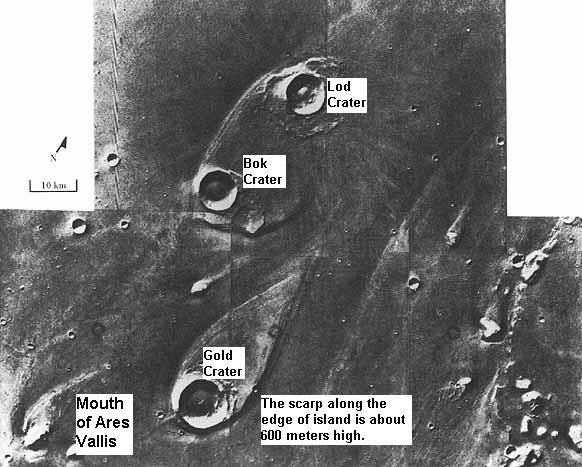
Ilhas em forma de lágrima no quadrângulo de Oxia Palus
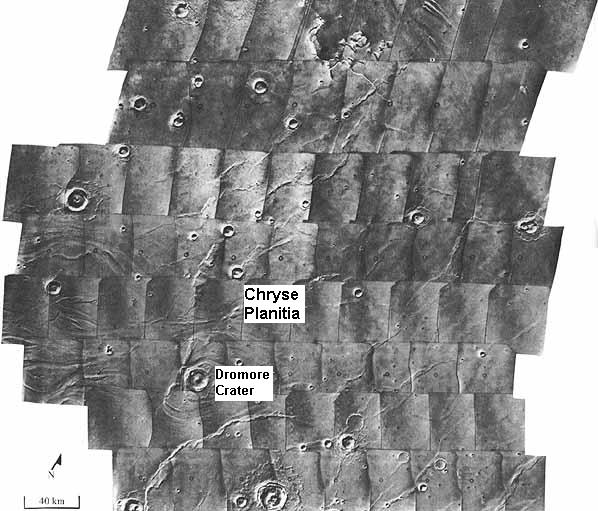
Padrões de erosão localizados no quadrângulo Lunae Palus
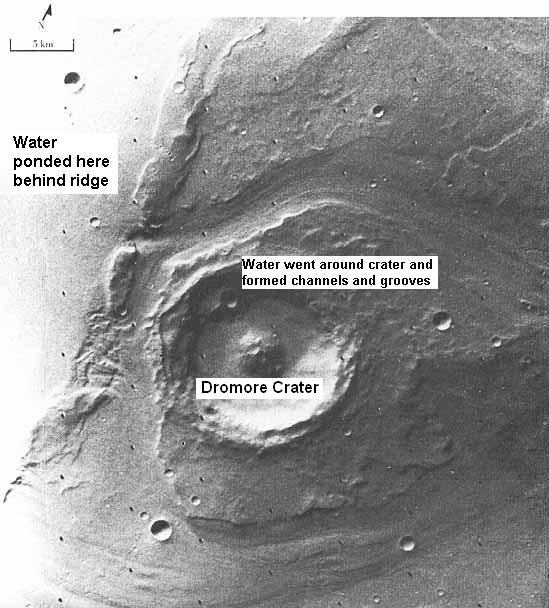
O quadrângulo Lunae Palus foi erodido por grandes quantidades de água líquida
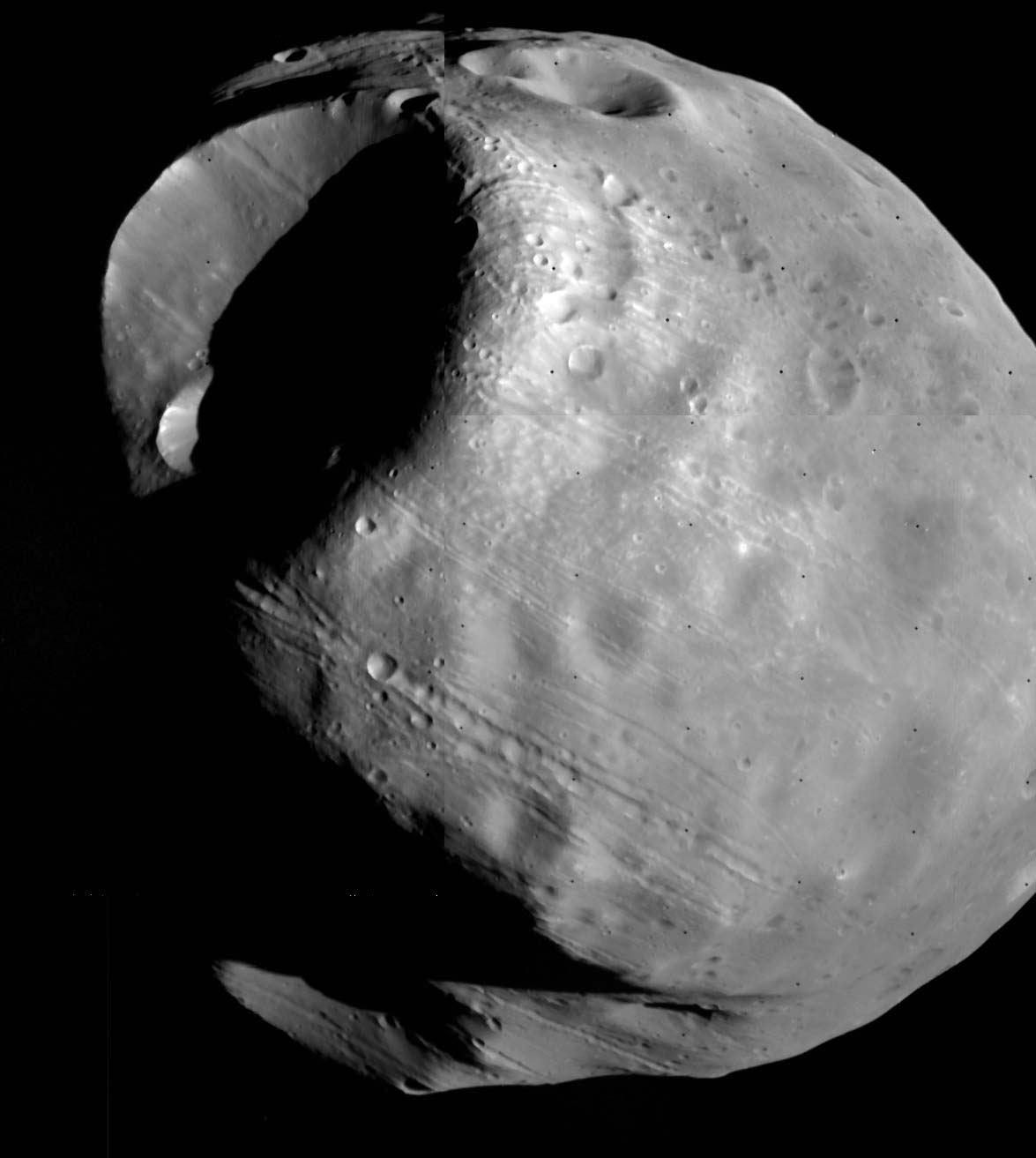
Fobos, um mosaico de imagens tiradas em 1978
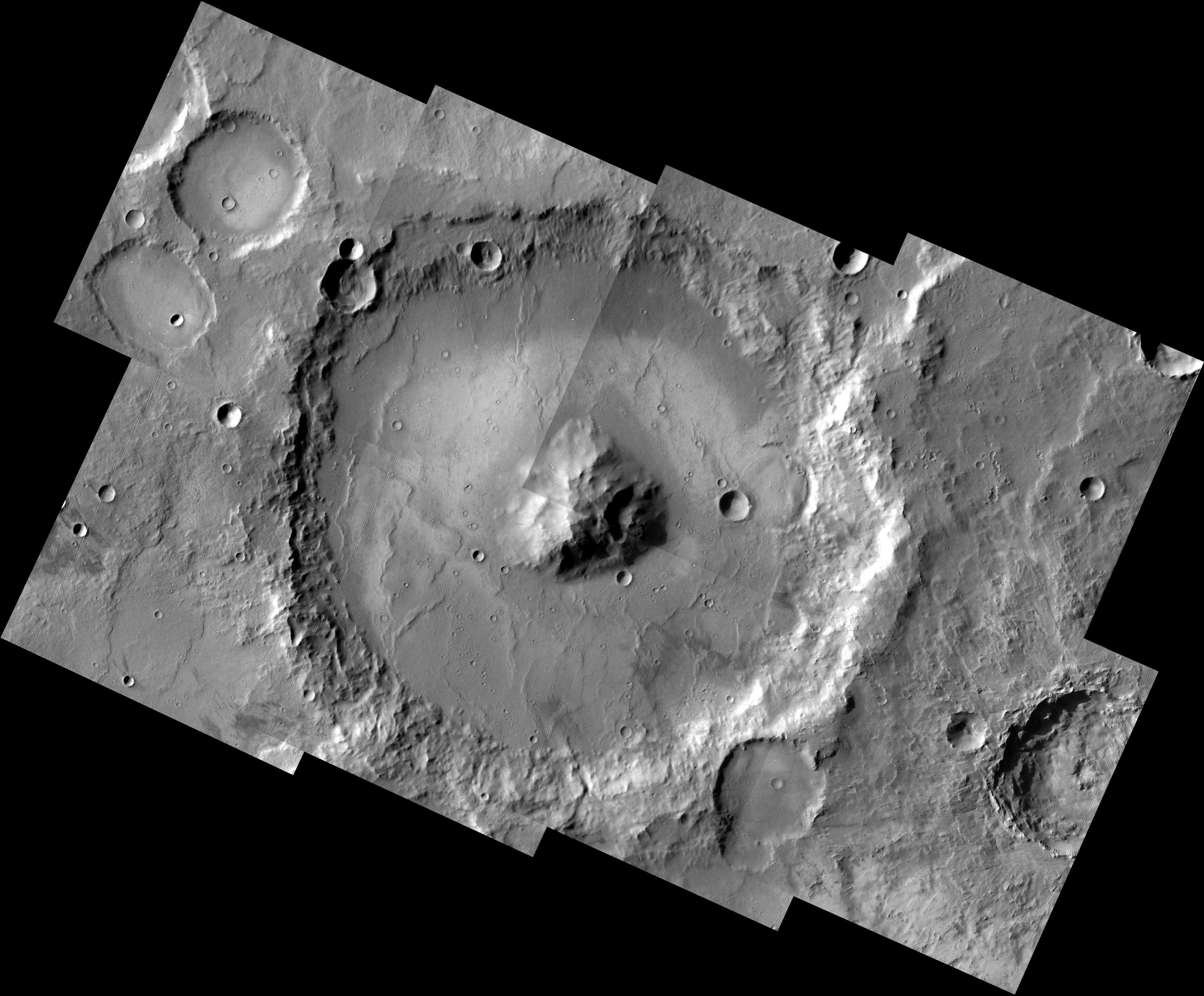
Mosaico de oito imagens mostrando a cratera dos Cobres